# Ранцевая криптосистема Шора-Ривеста
Ранцевая криптосистема Шора-Ривеста была предложена в 1985 году (Chor, 1985; Chor and Rivest, 1988). В настоящее время она является единственной известной схемой шифрования, основанной на задаче о ранце, которая не использует модульного умножения для маскировки простой задачи о ранце На данный момент создано множество рюкзачных криптосистем, например ранцевая криптосистема Меркла — Хеллмана. Однако практически все существующие на сегодняшний день взломаны или признаны потенциально небезопасными, примечательным исключением является схема Шор-Ривеста. Криптосистема Шора-Ривеста является одной из немногих не взломанных систем.

## Описание алгоритма
Пусть пользователь B хочет отправить зашифрованное сообщение A. Для этого:
Для генерации открытого и закрытого ключей нужно:
1. Выбрать конечное поле {\displaystyle \mathbb {F} _{\mathit {q}}} характеристики {\displaystyle {\mathit {p}}}, где {\displaystyle {\mathit {q}}={\mathit {p}}^{\mathit {h}}}, {\displaystyle {\mathit {p}}\geq {\mathit {h}}}, и для которого возможно эффективно решать задачу дискретного логарифмирования (см. Особенности криптосистемы 3)
2. Выбрать случайный монотонный неприводимый многочлен {\displaystyle {\mathit {f}}{\bigl (}x{\bigr )}} степени {\displaystyle {\mathit {h}}} над {\displaystyle \mathbb {Z} _{\mathit {p}}}. Элементы {\displaystyle \mathbb {F} _{\mathit {q}}} будут представлены как многочлены от {\displaystyle \mathbb {Z} _{\mathit {p}}[{\mathit {x}}]} степени меньше {\displaystyle {\mathit {h}}}, причем умножение можно выполняться по модулю {\displaystyle {\mathit {f}}{\bigl (}x{\bigr )}}.
3. Выбрать случайный примитивный многочлен {\displaystyle {\mathit {g}}{\bigl (}x{\bigr )}} поля {\displaystyle \mathbb {F} _{\mathit {q}}}.
4. Вычислить дискретный логарифм {\displaystyle {\mathit {a}}_{\mathit {i}}=\log _{\mathit {g(x)}}({\mathit {x}}+{\mathit {i}})} элемента поля {\displaystyle ({\mathit {x}}+{\mathit {i}})}.
5. Выбрать случайную перестановку {\displaystyle \pi } на множестве целых чисел {\displaystyle \{0,1,2,...,p-1\}}
6. Выбрать случайное целое число {\displaystyle d}, {\displaystyle 0\leq d\leq p^{h}-2}
7. Вычислить {\displaystyle c_{i}=(a_{\pi (i)}+d){\bmod {(}}p^{h}-1)} , {\displaystyle 0\leq i\leq p-1}

Открытым ключом {\displaystyle {\mathsf {A}}} является {\displaystyle ((c_{0},c_{1},...,c_{p-1}),p,h)}; закрытым ключом {\displaystyle {\mathsf {A}}} является {\displaystyle (f(x),g(x),\pi ,d)}
Для генерации случайного мононического неприводимого многочлена можно использовать следующий алгоритм:
ВХОД: простое {\displaystyle p} и положительное целое число {\displaystyle m}.
ВЫХОД: монотонный неприводимый многочлен {\displaystyle {\mathit {f}}{\bigl (}x{\bigr )}} степени {\displaystyle m} в {\displaystyle \mathbb {Z} _{\mathit {p}}[{\mathit {x}}]}.
Полученный многочлен будет неприводимым, ввиду следующей теоремы:
- Случайно выбрать целые числа {\displaystyle a_{0},a_{1},a_{2},...,a_{m-1}} между {\displaystyle 0} и {\displaystyle p-1} с {\displaystyle a_{0}\neq 0}. Представить многочлен {\displaystyle {\mathit {f}}{\bigl (}x{\bigr )}} в виде" {\displaystyle f(x)=x^{m}+a_{m-1}x^{m-1}+...+a_{2}x^{2}+a_{1}x+a_{0}}
- Выбрать {\displaystyle u(x)=x}
- Для {\displaystyle i} от {\displaystyle 1} до {\displaystyle \lfloor {\frac {m}{2}}\rfloor } сделать следующие действия:

1. Вычислить {\displaystyle u(x)=u(x)^{p}{\bmod {f}}(x)}. (Заметить, что {\displaystyle u(x)} является многочленом от {\displaystyle \mathbb {Z} _{\mathit {p}}[{\mathit {x}}]} степени меньше {\displaystyle m})
2. Вычислить {\displaystyle d(x)=\gcd(f(x),u(x)-x)}
3. Если {\displaystyle d(x)\neq 1} вернуть {\displaystyle {\mathit {f}}{\bigl (}x{\bigr )}} «приводимый».

- Если {\displaystyle {\mathit {f}}{\bigl (}x{\bigr )}} приводимый — повторить шаги алгоритма. Иначе вернуть {\displaystyle {\mathit {f}}{\bigl (}x{\bigr )}} Неприводимый многочлен {\displaystyle f(x)\in \mathbb {Z} _{\mathit {p}}[{\mathit {x}}]} степени {\displaystyle m} является примитивным многочленом тогда и только тогда, когда {\displaystyle {\mathit {f}}{\bigl (}x{\bigr )}} делит {\displaystyle x^{k}-1} для {\displaystyle k=p^{m}-1} и для не меньшего положительного целого {\displaystyle k}.[6]

Для генерации случайного мононического примитивного многочлена можно использовать следующий алгоритм:
ВХОД: простое {\displaystyle p}, целое число {\displaystyle m} ≥ 1 и различные простые множители {\displaystyle r_{1},r_{2},...,r_{t}} из {\displaystyle p^{m}-1}.
ВЫХОД: монотонный примитивный многочлен {\displaystyle {\mathit {f}}{\bigl (}x{\bigr )}} степени {\displaystyle m} в {\displaystyle \mathbb {Z} _{\mathit {p}}[{\mathit {x}}]}.
- Генерировать случайный монотонный неприводимый многочлен над {\displaystyle \mathbb {Z} _{\mathit {p}}}.
- Для {\displaystyle i} от {\displaystyle 1} до {\displaystyle t} сделать следующие действия:

1. Вычислить {\displaystyle l(x)=x^{{(p^{m}-1)}/r_{i}}{\bmod {f}}(x)}
2. Если {\displaystyle l(x)=1} вернуть {\displaystyle {\mathit {f}}{\bigl (}x{\bigr )}} «не примитивный».

- Если {\displaystyle {\mathit {f}}{\bigl (}x{\bigr )}} примитивный — повторить шаги алгоритма. Иначе вернуть {\displaystyle {\mathit {f}}{\bigl (}x{\bigr )}}

## Шифрование
Для шифрования с открытым ключом {\displaystyle {\mathsf {B}}} нужно сделать следующее:
- Получить открытый ключ {\displaystyle {\mathsf {A}}} {\displaystyle ((c_{0},c_{1},...,c_{p-1}),p,h)}
- Представить сообщение {\displaystyle m} как двоичную строку длины {\displaystyle \lfloor \lg {\binom {p}{h}}\rfloor }, где {\displaystyle {\binom {p}{h}}} является биномиальным коэффициентом {\displaystyle {\binom {p}{h}}={\frac {p!}{h!(p-h)!}}}
- Рассмотреть {\displaystyle m} как двоичное представление целого числа. Преобразовать это целое число в двоичный вектор {\displaystyle M=(M_{0},M_{1},...,M_{p-1})} длины {\displaystyle p}, имеющий ровно {\displaystyle h} единиц следующим образом:

1. Выбрать {\displaystyle l=h}
2. Для {\displaystyle i} от {\displaystyle 1} до {\displaystyle p} выполнить следующие действия: Если {\displaystyle m\geq {\binom {p-i}{l}}} то выбрать {\displaystyle M_{i-1}=1}, {\displaystyle m=m-{\binom {p-i}{l}}}, {\displaystyle l=l-1}. В противном случае выбрать {\displaystyle M_{i-1}=0}. (Примечание: {\displaystyle {\binom {n}{0}}=1} для {\displaystyle n\geq 0} ;{\displaystyle {\binom {0}{l}}=0} для {\displaystyle l\geq 1})

- Вычислить {\displaystyle c=\sum _{i=o}^{p-1}(M_{i}c_{i}){\bmod {(}}p^{h}-1)}
- Отправить зашифрованный текст {\displaystyle c} в {\displaystyle {\mathsf {A}}}

## Дешифрование
Для дешифрования с открытым ключом {\displaystyle {\mathsf {A}}} нужно сделать следующее:
- Вычислить {\displaystyle r=(c-hd){\bmod {(}}p^{h}-1)}
- Вычислить {\displaystyle u(x)={g(x)}^{r}{\bmod {f}}(x)}
- Вычислить {\displaystyle s(x)=u(x)+f(x)}, монотонный многочлен степени {\displaystyle {\mathit {h}}} над {\displaystyle \mathbb {Z} _{\mathit {p}}}
- Разложить {\displaystyle s(x)} на произведение линейных множителей над {\displaystyle \mathbb {Z} _{\mathit {p}}}: {\displaystyle s(x)=\prod _{j=1}^{h}(x+t_{j})}, где {\displaystyle t_{j}\in \mathbb {Z} _{p}} (см. Особенности криптосистемы 5)
- Вычислить двоичный вектор {\displaystyle M=(M_{0},M_{1},...,M_{p-1})} следующим образом. Компоненты {\displaystyle M}, которые равны {\displaystyle 1}, имеют индексы {\displaystyle \pi ^{-1}(t_{j}),1\leq j\leq h}. Остальные компоненты равны {\displaystyle 0}.
- Сообщение {\displaystyle m} восстанавливается из {\displaystyle M} следующим образом:

1. Выбрать {\displaystyle m=0}, {\displaystyle l=h}
2. Для {\displaystyle i} от {\displaystyle 1} до {\displaystyle p} выполнить следующие действия: Если {\displaystyle M_{i-1}=1}, то выбрать {\displaystyle m=m+{\binom {p-i}{l}}} и {\displaystyle l=l-1}

### Доказательство
Для доказательства работы схемы можно заметить, что
{\displaystyle {\begin{aligned}u(x)&=g(x)^{r}{\bmod {f}}(x)\\&\equiv g(x)^{c-hd}\equiv g(x)^{(\textstyle \sum _{i=0}^{p-1}M_{i}c_{i}\displaystyle )-hd}({\bmod {f}}(x))\\&\equiv g(x)^{\textstyle (\sum _{i=0}^{p-1}M_{i}{(a_{\pi (i)}+d))-hd}\displaystyle }\equiv g(x)^{\textstyle \sum _{i=0}^{p-1}M_{i}a_{\pi (i)}\displaystyle }({\bmod {f}}(x))\\&\equiv \textstyle \prod _{i=0}^{p-1}[g(x)^{a_{\pi (i)}}]^{M_{i}}\displaystyle \equiv \textstyle \prod _{i=0}^{p-1}(x+\pi (i))^{M_{i}}\displaystyle ({\bmod {f}}(x))\\\end{aligned}}}
Так как {\displaystyle \textstyle \prod _{i=0}^{p-1}(x+\pi (i))^{M_{i}}\displaystyle } и {\displaystyle s(x)} — монические многочлены степени {\displaystyle {\mathit {h}}} и конгруэнтны по модулю {\displaystyle f(x)}, то:
{\displaystyle s(x)=u(x)+f(x)=\textstyle \prod _{i=0}^{p-1}(x+\pi (i))^{M_{i}}\displaystyle }
Следовательно, {\displaystyle {\mathit {h}}} корней {\displaystyle s(x)} все лежат в {\displaystyle \mathbb {Z} _{\mathit {p}}}, и применение {\displaystyle \pi ^{-1}} к этим корням дает координаты {\displaystyle M}, которые равны {\displaystyle 1}.

## Пример
В качестве примера можно рассмотреть работу схемы в случае, когда параметры относительно малы

### Генерация ключей
Для генерации ключей A выполняет следующее:
- Выбирает {\displaystyle p=7} и {\displaystyle h=4}
- Выбирает неприводимый многочлен {\displaystyle f(x)=x^{4}+3x^{3}+5x^{2}+6x+2} степени {\displaystyle 4} над {\displaystyle \mathbb {Z} _{7}} . Элементы конечного поля {\displaystyle \mathbb {F} _{7^{4}}} представлены как многочлены от {\displaystyle \mathbb {Z} _{7}[{\mathit {x}}]} степени меньше {\displaystyle 4}, причем умножение выполняется по модулю {\displaystyle f(x)}.
- Выбирает случайный примитивный элемент {\displaystyle g(x)=3x^{3}+3x^{2}+6}
- Вычисляет следующие дискретные логарифмы

{\displaystyle {\begin{array}{lcl}a_{o}&=&\log _{g(x)}(x)&=&1028\\a_{1}&=&\log _{g(x)}(x+1)&=&1935\\a_{2}&=&\log _{g(x)}(x+2)&=&2054\\a_{3}&=&\log _{g(x)}(x+3)&=&1008\\a_{4}&=&\log _{g(x)}(x+4)&=&379\\a_{5}&=&\log _{g(x)}(x+5)&=&1780\\a_{6}&=&\log _{g(x)}(x+6)&=&223\\\end{array}}}
- Выбирает случайную перестановку {\displaystyle \pi } на {\displaystyle \{0,1,2,3,4,5,6\}}, определяемой {\displaystyle \pi (0)=6,\pi (1)=4,\pi (2)=0,\pi (3)=2,\pi (4)=1,\pi (5)=5,\pi (6)=3}
- Выбирает случайное целое число {\displaystyle d=1702}
- Вычисляет

{\displaystyle {\begin{array}{lcl}c_{o}&=&(a_{6}+d){\bmod {2}}400&=&1925\\c_{1}&=&(a_{4}+d){\bmod {2}}400&=&2081\\c_{2}&=&(a_{0}+d){\bmod {2}}400&=&330\\c_{3}&=&(a_{2}+d){\bmod {2}}400&=&1356\\c_{4}&=&(a_{1}+d){\bmod {2}}400&=&1237\\c_{5}&=&(a_{5}+d){\bmod {2}}400&=&1082\\c_{6}&=&(a_{3}+d){\bmod {2}}400&=&310\\\end{array}}}
- Открытым ключом {\displaystyle {\mathsf {A}}} является {\displaystyle ((c_{o},c_{1},c_{2},c_{3},c_{4},c_{5},c_{6}),p=7,h=4)}, а закрытый ключ {\displaystyle {\mathsf {A}}=(f(x),g(x),\pi ,d)}

### Шифрование
Чтобы зашифровать сообщение {\displaystyle m=22} для {\displaystyle {\mathsf {A}}}, {\displaystyle {\mathsf {B}}} делает следующее:
- Получает открытый ключ {\displaystyle {\mathsf {A}}} открытого ключа
- Представляет {\displaystyle m} как двоичную строку длиной {\displaystyle 5}: {\displaystyle m=10110}. (так как {\displaystyle \lfloor \lg {\binom {7}{4}}=5\rfloor })
- Использует метод, описанный на шаге 3 " алгоритма Шифрования ", для преобразования {\displaystyle m} в бинарный вектор {\displaystyle M=(1,0,1,1,0,0,1)} длины {\displaystyle 7}.
- Вычисляет {\displaystyle c=(c_{0}+c_{2}+c_{3}+c_{6}){\bmod {2}}400=1521}
- Отправляет {\displaystyle c=1521} в {\displaystyle {\mathsf {A}}}

### Дешифрование
Чтобы расшифровать зашифрованный текст {\displaystyle c=1521}, {\displaystyle {\mathsf {A}}} делает следующие действия:
- Вычисляет {\displaystyle r=(c-hd){\bmod {(}}2400)=1913}
- Вычисляет {\displaystyle u(x)={g(x)}^{1913}{\bmod {f}}(x)=x^{3}+3x^{2}+2x+5}
- Вычисляет {\displaystyle s(x)=u(x)+f(x)=x^{4}+4x^{3}+x^{2}+x}
- Факторизует {\displaystyle s(x)=x(x+2)(x+3)(x+6)}(так {\displaystyle t_{1}=0}, {\displaystyle t_{2}=2}, {\displaystyle t_{3}=3}, {\displaystyle t_{4}=6})
- Компоненты {\displaystyle M}, которые равны {\displaystyle 1}, имеют индексы {\displaystyle \pi ^{-1}(0)=2}, {\displaystyle \pi ^{-1}(2)=3}, {\displaystyle \pi ^{-1}(3)=6} и {\displaystyle \pi ^{-1}(6)=0}. Следовательно, {\displaystyle M=(1,0,1,1,0,0,1)}
- Использует метод, описанный на шаге 6 " алгоритма дешифрования ", чтобы преобразовать {\displaystyle M} в целое число {\displaystyle m=22}, тем самым восстанавливая исходный текст.

## Особенности криптосистемы
- Известно, что система небезопасна, если раскрыты части секретного ключа, например, если известны {\displaystyle g(x)} и {\displaystyle d} в некотором представлении {\displaystyle \mathbb {F} _{\mathit {q}}} или если {\displaystyle f(x)} известно, или если {\displaystyle \pi } известен[10]
- Хотя схема Шор-Ривеста была описана только для случая {\displaystyle p} простой, она распространяется на случай, когда базовое поле {\displaystyle \mathbb {Z} _{\mathit {p}}} заменяется полем первичного степенного порядка[11]
- Чтобы сделать задачу дискретного логарифма выполнимой на шаге 1 алгоритма " Генерация ключей ", параметры {\displaystyle p} и {\displaystyle h} могут быть выбраны так, что {\displaystyle q=p^{h}-1} имеет только малые множители. В этом случае для эффективного вычисления дискретных логарифмов можно использовать алгоритм Полига — Хеллмана в конечном поле {\displaystyle \mathbb {F} _{\mathit {q}}}[12]
- На практике рекомендуемый размер параметров: {\displaystyle p\approx 200} и {\displaystyle h\approx 25}. Один конкретный выбор первоначально предложенных параметров: {\displaystyle p=197} и {\displaystyle h=24}; в этом случае наибольший простой коэффициент {\displaystyle 197^{24}-1} составляет {\displaystyle 10316017}, а плотность набора ранца составляет около {\displaystyle 1.077}. Другие первоначально заданные параметры: {\displaystyle \{p=211,h=24\}},{\displaystyle \{p=3^{5},h=24\}} (базовое поле {\displaystyle \mathbb {F} _{3^{5}}}) и {\displaystyle \{p=2^{8},h=25\}} (базовое поле {\displaystyle \mathbb {F} _{2^{8}}})[13]
- Шифрование — очень быстрая операция. Расшифровка выполняется намного медленнее, узким местом является вычисление {\displaystyle u(x)} на шаге 2 " алгоритма дешифрования ". Корни {\displaystyle s(x)} на шаге 4 можно найти, просто попробовав все возможности в {\displaystyle \mathbb {Z} _{\mathit {p}}}[14]
- Основным недостатком схемы Шор-Ривеста является то, что открытый ключ довольно велик, а именно бит {\displaystyle (ph.\lg p)}. Для параметров {\displaystyle p=197} и {\displaystyle h=24} это около 36000 бит[15]
- Расширение сообщения происходит в {\displaystyle \lg {p^{h}}/\lg {\binom {p}{h}}}. Для {\displaystyle p=197} и {\displaystyle h=24}, это {\displaystyle 1.797}[16]

## Атаки с раскрытием частичного ключа
В этом разделе Serge Vaudenay показывает, что он может монтировать атаку, когда раскрывается какая-либо часть секретного ключа. Несколько таких атак уже опубликованы в документе и некоторые из них были улучшены ниже.
Секретные ключи состоят из:
1. элемент {\displaystyle t\in \mathbb {F} _{q}} с степенью {\displaystyle h}
2. генератор {\displaystyle g}
3. целое число {\displaystyle d\in \mathbb {Z} _{q-1}}
4. перестановка {\displaystyle \pi } на множестве целых чисел {\displaystyle \{0,1,2,...,p-1\}}

Атака с раскрытием части {\displaystyle t}
Если предположим, что {\displaystyle \pi (0)=i} и {\displaystyle \pi (1)=j} (из-за симметрии в секретном ключе мы знаем, что будет выполняться произвольный выбор {\displaystyle (i,j)}), мы можем вычислить {\displaystyle \log(t+\alpha _{i})} и {\displaystyle \log(t+\alpha _{j})}, то решим систему уравнения:
{\displaystyle c_{0}=d+{\frac {\log(t+\alpha _{i})}{\log g}}}
{\displaystyle c_{1}=d+{\frac {\log(t+\alpha _{j})}{\log g}}} с неизвестными {\displaystyle d} и {\displaystyle \log {g}}
Атака с раскрытием части {\displaystyle g}
Если предположим, что {\displaystyle \pi (0)=i} и {\displaystyle \pi (1)=j} (из-за симметрии в секретном ключе мы знаем, что будет выполняться произвольный выбор {\displaystyle (i,j)}), мы можем вычислить:
{\displaystyle g^{c_{0}-c_{1}}={\frac {t+\alpha _{i}}{t+\alpha _{j}}}}
затем разрешить {\displaystyle t}
Атака с раскрытием части {\displaystyle \pi }
Найдем линейную комбинацию с формой {\displaystyle \textstyle \sum _{i=1}^{p-1}\displaystyle x_{i}(c_{i}-c_{0})=0} с относительно небольшими интегральными коэффициентами {\displaystyle x_{i}}. Это можно выполнить с помощью алгоритма Lenstra-Lenstra-Lovász. Мы можем ожидать, что {\displaystyle |x_{i}|\leq B} с {\displaystyle B\approx p^{\tfrac {h}{p-1}}}. Обозначая это, получаем некоторое уравнение:
{\displaystyle \prod _{i\in I}(t+\alpha _{\pi (i)})^{x_{i}}=\prod _{i\in J}(t+\alpha _{\pi (j)})^{-x_{j}}}
с неотрицательными малыми степенями, который является полиномиальным уравнением с малой степенью, которое может быть эффективно разрешено.
Атака с раскрытием части {\displaystyle \pi } и {\displaystyle g_{p^{r}}}
Мы можем интерполировать полином {\displaystyle Q(x)} с {\displaystyle h/r+1} парами {\displaystyle (\alpha _{\pi (i)},{g_{p^{r}}}^{c_{i}})}. Таким образом, мы получаем многочлен {\displaystyle h/r} — степени, корни которого являются сопряженными {\displaystyle -t}. Потом мы можем решить его, чтобы получить {\displaystyle t} и выполнить атаку с раскрытием части {\displaystyle t}